# Остзейское дворянство
Остзе́йское дворя́нство — совокупное название курляндского, лифляндского и эстляндского дворянства, этнически принадлежавшего, в основном, к остзейским немцам или к шведам.

## Происхождение
Остзейское дворянство произошло в ходе католической колонизации Прибалтики в значительной части от рыцарей Тевтонского (Немецкого) ордена, выходцев из Священной Римской империи, огнём и мечом обращавших в XIII—XIV веках в католичество на восточном побережье Балтийского моря (нем. Ostsee) балтийские и прибалтийско-финские племена именем римского папы. Новообращённых язычников, предков латышей и эстонцев, они обратили в подневольных работников на завоёванных землях.
Утвердившись в Прибалтике, они основали города и крепости и ввели феодальное управление. В XVI веке остзейские дворяне приняли лютеранство, завоёванные церковные владения объявили своей собственностью, а обращённых ими в католичество местных жителей переобратили в лютеранство.

## В составе Российской империи
После того, как в 1721 году Лифляндия и Эстляндия в результате Северной войны вошли в состав Российской империи, представители остзейского дворянства составили заметную часть российской элиты. Их привилегированное положение было закреплено «Особым порядком» императором Петром I.
Представители остзейского дворянства начинают доминировать в Петербурге со второй половины XVIII века. Семьи Буксгевденов, Остен-Сакенов, баронов Розенов, графов Сиверсов, братья Александр и Константин фон Бенкендорфы, графы Берги, барон и графы Палены, бароны Корфы, графы Ливены дослужились до высших чинов империи. Семья Врангелей дала России морского министра, члена Государственного совета, двух сенаторов, двух губернаторов, попечителя учебного округа, профессора литературы и многих высших офицеров.
При Николае I 19 из 134 членов Государственного совета были балтийскими немцами. При нём же прославился юрист и исламовед Н. Е. Торнау. Значительной была доля остзейских немцев в дипломатическом  и офицерском корпусах России.
Дерптский немецкий университет дал империи множество учёных с мировыми именами, выходцем из Эстляндии был первооткрыватель Антарктиды Ф. Ф. Беллинсгаузен.

## Реформы 1850—1860-х годов
Отношение прибалтийского дворянства к буржуазным реформам было противоречивым. Так, новую редакцию «Положения о лифляндских крестьянах», согласно которой следовало начать продажу земли крестьянам и перейти от барщины к денежной ренте, Николай I утвердил в качестве временного закона в 1849 году. Однако уже через 5 лет, в 1854 году, лифляндский ландтаг создал комиссию для пересмотра этого закона, а ещё через два года предложил изменения в законе, фактически перечеркнувшие его суть. Однако в мае-июле 1858 года произошли выступления эстонских крестьян, известные как «Война в Махтра» (эст. Mahtra sõda). После неё Александр II не только пересмотрел «Положение об эстляндских крестьянах» 1856 года, которое и привело к выступлениям в Эстляндии, но и в первоначальном виде подписал «Положение о лифляндских крестьянах» в 1860 году. В необходимости этих мер императора убедил генерал-адъютант Н. В. Исаков, направленный на подавление мятежа. «Народ недолго может оставаться в рамках безоговорочного повиновения, как бы велик ни был запас его терпения», — указал он в докладе царю.
Однако три года «Положение о лифляндских крестьянах» фактически не исполнялось. К 1864 году доля проданным крестьянам земель не достигла и 2,5 %, а сроки отмены барщины так и не были назначены.
В марте 1864 — марте 1865 года два ландтага последовательно приняли сроки отмены барщины, к чему их подтолкнула поданная царю большая петиция эстляндских крестьян, «нагнавшая страху» на царя и на Валуева, по свидетельству брата лифляндского губернатора А. Эттингена Эдуарда Эттингена. К росту активности[чьей?] подтолкнули и волнения крестьянства в Курляндии и вблизи её границ — в Литве и Польше. Они подтолкнули руководителя Курляндского ландтага К. фон Рекке при поддержке генерал-губернатора Лифляндии В. Ливена добиться скорейшего утверждения решений Братской конференции о продаже земли крестьянам в Санкт-Петербурге.
Однако потом активность[чья?] снова уменьшилась.
Помимо внешних факторов побуждения к реформам были и внутренние, продиктованные соображениями экономической выгоды, которую остзейские дворяне понимали и преследовали лучше своих российских братьев — прежде всего потому, что они стремились самостоятельно управлять своими имениями. Однако переход на капиталистическую систему хозяйствования означал бы для остзейского дворянства потерю сословных привилегий, с чем смириться они никак не могли. Поэтому они всячески препятствовали проведению паспортной, волостной реформ, регулированию телесных наказаний, а судебную реформу просто сорвали. Стремясь сохранить свою историческую автономию и опираясь в этом на поддержку имперской власти, остзейские немцы были верной опорой самодержавия. «Пока царь господствует над нацией, не погибнем и мы», — писал А. Кайзерлинг.
Магистральная линия политики остзейского дворянства после присоединения Лифляндии, Эстляндии и Курляндии к царской России неизменно сводилась к тому, чтобы, опираясь на самодержавие, удержать свои привилегии и феодальное имущество. Этот путь, «противный интересам развития Прибалтийского края и населявших его народов, неотвратимо вёл остзейцев на позиции ретроградов, рьяных защитников всё более дряхлевшего феодализма», — указывал историк М. М. Духанов.

## Попытки спасения дворянства в 1905—1919 годах
Сильнейшим потрясением для остзейского дворянства была революция 1905 года, в ходе которой оно лишилось имений и понесло большие убытки, исчисляемые в 12 млн рублей.

### Сохранить немецкий характер провинций[8]
Немецкий историк Г. фон Пистолькорс раскрыл подоплёку поворота балтийских немцев к Германии: через получение займа в Дойче банк они намеревались подготовить отделение остзейских провинций от России, дабы сохранить их немецкий характер. Это подробно отражено в меморандуме ландрата Лифляндии Макса фон Сиверса в МИД Германии от 16 января 1906 года: «Общие соображения о политическом положении в остзейских провинциях». "Чтобы спасти немецкий характер прибалтийских провинций, необходимо, в первую очередь, обеспечить владельцев рыцарских поместий достаточными средствами, так как в противном случае почти всё дворянство обанкротится и лишится своих владений, — указывал Сиверс. — Но если помещикам и удастся с помощью займа сохранить свои имения, то это для дворянства (а вместе с ним и для немецкого характера Прибалтики) ещё отнюдь не будет гарантией на будущее. Такой гарантией в России могла бы быть только такая форма самодержавного правления, какой она была при Павле I. Однако после событий последнего времени такая возможность практически исключена и надо ожидать установления парламентского правления, под которым несомненно будут находиться и прибалтийские провинции. Любой парламент России… предпримет против немцев ещё более уничтожающие меры, чем царское правительство. Так как латыши и эстонцы знают, что единственную реальную угрозу для их национальной культуры представляет немечество, они непременно поддержат антинемецкую политику. Предотвратить неизбежную в таком случае гибель немецкой культуры в Прибалтике можно лишь двумя путями: первый — это аннексия прибалтийских провинций Германией, второй — создание к ним «открытых дверей». Сиверс указал, что Германии в случае аннексии Остзейского края пришлось бы обеспечить лишь его военную защиту, а с задачами управления хозяйством справилось бы местное высшее сословие. Эстонцы и латыши были бы в кратчайшие сроки германизированы, ибо «эти национальности руководствуются гораздо больше соображениями практической выгоды, чем националистическими устремлениями».
Одновременно переговоры о финансовой помощи вели в Берлине и представители эстляндского дворянства, предлагавшие в залог свои имения в Берлине. Затем они отказались от продолжения диалога, а курляндское дворянство во главе с князем Ливеном смогло получить деньги в российских банках. Без денег остались Лифляндия и представитель Риги адвокат Эрвин Мориц.
На мартовской сессии ландтага Сиверс добился согласия по вопросу займа, а также единогласного решения об использовании всех конституционных возможностей для обращения в высшие инстанции с требованием «возобновления культурной работы» на базе реформ, после восстановления порядка и немецких учебных заведений. При этом Сиверс уже опасался, что после бойкота русского займа в Германии «Дойче банк» не будет благосклонен к заявке Лифляндии. Эти соображения были доведены до сведения статс-секретаря МИДа фон Чиршки, который подтвердил, что при развале Российской империи Германия «не упустит случая», предприняв решительные военные меры, как только отпадёт необходимость соблюдать монархическую солидарность.
24 мая лифляндское дворянство вручило царю свой меморандум, текст которого был передан и в германский МИД. 14 июня представитель «Дойче банка» Гвиннер сообщил МИДу о предоставлении лифляндскому дворянству займа в размере 5 млн рублей и 2 млн рублей городу Риге по эмиссионному курсу 90 % и под 5 % годовых.
Следующей идеей Сиверса было добровольное прогрессивное подоходное налогообложение с целью сбора средств в фонд взаимопомощи, из которого финансировались бы поместья, попавшие в затруднительную финансовую ситуацию, с целью предотвратить их переход во владение Российского Крестьянского поземельного банка. На съезде Объединённого российского дворянства в Петербурге ландрат барон Пилар убеждал собравшихся, что корень аграрных проблем России не в малоземелье крестьян, а в общинной собственности на землю. По его инициативе съезд дворянства направил императору Николаю II петицию, в которой потребовал соблюдения права частной собственности на землю и перевода общинной крестьянской собственности в частное чересполосное владение.
Обострение революционных событий летом 1906 года привело к отказу «Дойче банка» в кредите, что стало тяжёлым ударом для лифляндского дворянства. Директор банка Гвиннер в письме МИДу указал, что русский царь манифестом 17 (30) октября 1905 года отказался от права издавать указы и вносить изменения в законы без согласия Государственной думы, а её согласие на «балтийский заём» исключено.
Миссия Сиверса по получению немецкого кредита таким образом провалилась; в отчаянии он выражал готовность искать финансирование в Великобритании. Лифляндское рыцарство его энтузиазм не поддержало, покорившись судьбе в ожидании «конца Ливонии».
Интересно, что Сиверс упрекал российские власти в том, что немцы никогда не будут для них «своими», и в то же время власти Германии были не заинтересованы в помощи лифляндскому дворянству, поскольку «тамошние семейства… естественно… склоняются на сторону русских», «не желая и не имея возможности проводить прогерманскую политику». При этом статс-секретарь МИДа Чиршки не считал возможным сообщить лифляндским единокровникам об этом, надеясь «извлечь пользу из того, что внутри Российской империи продолжает существовать прибалтийско-немецкое племя с немецкой в основе культурой, вынуждающее правительство России считаться с его потенциальными прогерманскими симпатиями».
Сиверс не оставлял попыток добиться поддержки Германии своим националистическим устремлениям, о которых свидетельствует представленный им в МИД меморандум от 19 марта 1907 года о привлечении немецких колонистов из других регионов Российской империи в Лифляндию, дабы «сохранить немецкий характер остзейских провинций путём увеличения численности немецкого населения и германизации или вытеснения латышей и эстонцев». Сиверс убеждал МИД, что в его интересах поддержать его устремления и наладить сотрудничество с государственной комиссией по заселению Позена и Западной Пруссии. Чиршки придерживался другого мнения: лифляндские притязания он считал конфликтующими с задачами комиссии.
Под влиянием революции 1905—1907 годов остзейское дворянство стремилось прежде всего сохранить свои позиции в регионе, по возможности ограничив влияние русской бюрократии, заменив её региональным самоуправлением при решающей роли феодалов. Официально оно заявляло о добровольном сотрудничестве с лояльными и преданными государству латышскими и эстонскими политическими группами, тогда как радикальные представители последних выступали за всеобщие, равные, тайные и прямые выборы в Государственную думу, что планам балтийского рыцарства никак не отвечало.
Сиверс в своей тайной миссии в Берлине готовил почву для аннексии прибалтийских провинций на случай краха самодержавия, одинаково отрицательно относясь как к латышским социал-демократам, так и к националистам. Однако опора на чужую державу показала неспособность остзейского дворянства сохранить лидерство в регионе, преодолеть зависимость от русской бюрократии. Курс региона по-прежнему определяли генерал-губернатор или губернаторы Эстляндии, Лифляндии и Курляндии.

### Поиск опоры в Германии[9]
После революции в России к власти приходят социалисты, которые ликвидируют привилегии дворян, а также призывают поделить их земли. Всё больше балтийских немцев переориентируются на Германию, под защитой которой они надеются сохранить своё прежнее влияние. Когда 3 сентября 1917 года германская армия занимает Ригу, местные немцы встречают её с восторгом.
Президент США Вудро Вильсон выдвигает принцип самоопределения народов в качестве одной из основ послевоенной международной системы. Германия использует это в своих интересах, оккупируя восточные территории и поддерживая формирование лояльной себе местной элиты. В Балтии, которую немецкая пропаганда называет «германской землёй», такая элита уже существует — остзейское дворянство, которое охотно откликается на призыв от имени жителей Балтии реализовать право народов на самоопределение.
Осенью 1917 года Германия начинает организовывать местные представительские органы, чтобы, имитируя самоопределение местных жителей, добиться желательных для себя решений. Уже 21-22 сентября собирается Курляндское земское собрание (50 немцев, 28 латышей, 1 литовец и 1 еврей), которое выбирает Курляндский земский совет в составе 20 человек (латышей из них — 6). Второго октября 1917 года лифляндские дворяне избирают своих представителей. В начале декабря в рижской Большой гильдии своё собрание проводят представители рижской остзейской интеллигенции.
Они просят присоединить Балтию к Германии и обещают отдать треть земель для поселения в Латвии германских колонистов.
Германские оккупационные учреждения оказывают большое давление на латышскую интеллигенцию, чтобы привлечь в свои проекты её представителей. Виднейшие из них — деятели консервативного крыла Фридрих Вейнбергс (1844–1924) и Андрей Красткалнс (1868–1939). Они уверены, что Германия выиграет войну, и поэтому надо сотрудничать с немцами. Они лишь стараются достичь как можно большей представленности латышей в новых ведомствах, просят предоставить участки «безземельникам» и ограничить планы колонизации Латвии.
Восемнадцатого января 1918 года германская делегация на мирных переговорах сообщает Советской России о своих территориальных притязаниях, требуя обширные области на востоке — в том числе и российские балтийские губернии. Неполных две недели спустя, 28 января 1918 года в Стокгольме остзейский дворянин Генрих фон Штрик передаёт представителю Советской России Вацлаву Воровскому декларацию независимости немецких дворянских собраний Курляндии, Лифляндии и Эстляндии. Остзейцы обвиняют Россию в нарушении Ништадтского мирного договора 1721 года — и пытаются добиться создания немецкого балтийского государства под протекторатом Германии.
Восьмого марта 1918 года Курляндский расширенный ландтаг в Елгаве объявил о восстановлении Герцогства Курляндского и Семигальского. Прогермански настроенные круги пытались реанимировать государственное образование, которое было бы тесно связано с Германской империей.

### Балтийское герцогство
12 апреля 1918 года в Риге Совет балтийских земель (объединённый ландесрат Лифляндии, Эстляндии, города Риги и острова Эзель) объявил о создании Соединённого Балтийского герцогства, об отделении входящих в него земель от России и установлении личной унии Балтийского герцогства с Королевством Пруссия.

### Ландесвер
После Первой мировой войны с началом образования в прибалтийских провинциях распавшейся Российской империи самостоятельных государств остзейские дворяне стали инициаторами и командирами местных добровольческих военных формирований в Латвии и Эстонии — прибалтийского ландесвера. Потерпев поражение в Эстонской освободительной войне и Борьбе за независимость Латвии, в которой против них сражались вооружённые силы Эстонии и латышские части, многие прибалтийские немцы репатриировались в Германию. 

## Взаимоотношения дворянства с латышским крестьянством
Утверждённый Петром I «Особый порядок» закрепил привилегированное положение немецких помещиков, бюргеров и духовенства, завоёванное ими в результате католической колонизации. Привилегии «остзейцев» включали в себя не просто административную власть немцев над латышами и эстонцами, но и комплекс экономических, политических и идеологических преимуществ, закрепляющих их власть. Апологетическая историография стремилась показать, что остзейское дворянство было благодетелями для крестьян, даровало ему реформы и культуру. Исследователь этой темы М. М. Духанов доказал, что «единства судеб» и «общности интересов» у дворянства и крестьянской массы не было. Он сделал вывод о том, что чрезвычайный консерватизм балтийских немцев был не случайным явлением, а следствием факторов, формировавшихся долгие годы и столетия.
«До 1940 года русские были латышам ближе и симпатичнее, чем немцы. Ещё и в 1940 году некоторые дипломаты и журналисты отмечали: если нужно выбирать между русскими и немцами, латыши выбирали первых: русские, по крайней мере, не смотрели на них свысока. В старшем, уходящем поколении балтийских немцев это высокомерие сохранилось до наших дней», — отмечал профессор ЛУ Пётр Крупников, который более 10 лет вёл конференцию «Германия и Прибалтика» и редактировал соответствующий научный сборник вместе с профессором М. М. Духановым.